# François Clovis Hécart-Gaillot
Pour les articles homonymes, voir Hécart et Gaillot.
 François Clovis Hécart-Gaillot  né le 20 février 1813 à Mauregny-en-Haye dans l'Aisne et mort à Reims le 4 avril 1882, est un artiste peintre et excerça le métier de peintre décorateur.

## Biographie
François Clovis Hécart est né le 20 février 1813 à Mauregny-en-Haye.
Il est le fils de Louis Nicolas Lambert Hécart (1778-1854) et de Marie Anne Suply (1776-1857).
Il se marie le 17 juillet 1837 à Reims avec Louise Adèle Gaillot (1819-1893).
Il est professeur de dessin à Reims.
Il participera, en présentant ses œuvres, aux Salons de Reims organisés par la Société des amis des arts.
Sa fille Léonie-Marie Hécart s’exercera aussi à la peinture. Elle peint, en 1902, Le Départ pour la pêche à Berck-sur-Mer qui est détenu par le musée des Beaux-Arts de Reims.
Il participera à la restauration des dessins de Cranach.
Il meurt à Reims le 4 avril 1882 et est inhumé dans le canton 16 du cimetière du Nord de Reims.

## Œuvres
- Le musée des Beaux-Arts de Reims conserve treize de ses tableaux Autoportrait, Le Grand Faulx de Verzy, etc.),
- Tableau Ascension de l’église Saint-Sixte de la commune de Thelonne (Dossier IM08001426)[3],
- Le Chemin de croix constitué de treize tableaux de l'église Notre-Dame et Saint-Thibault de Château-Porcien[4],
- Le Chemin de croix constitué de quatorze tableaux de l'église Saint-Pierre de Prouilly[5],

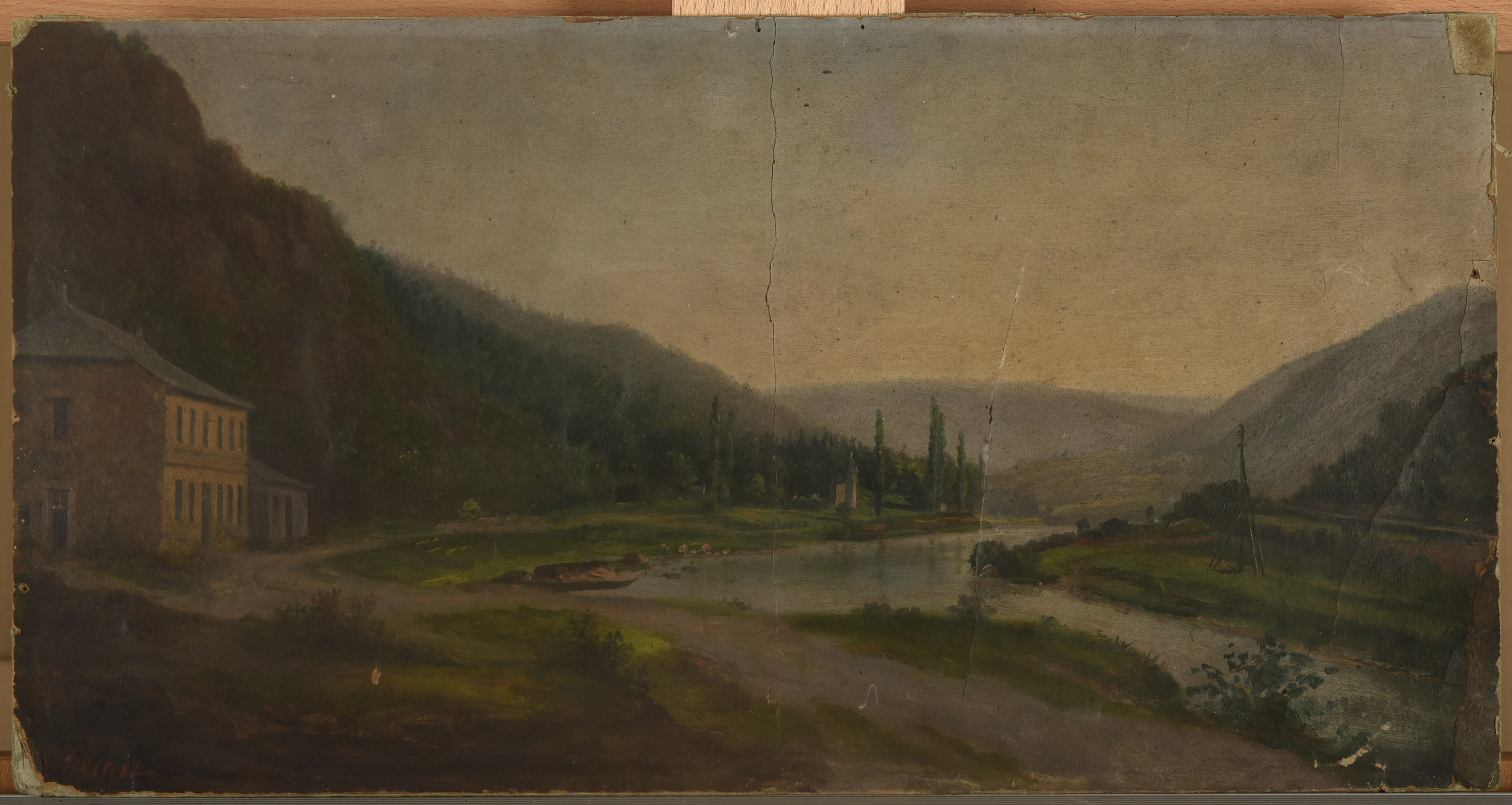
Paysage ardennais.
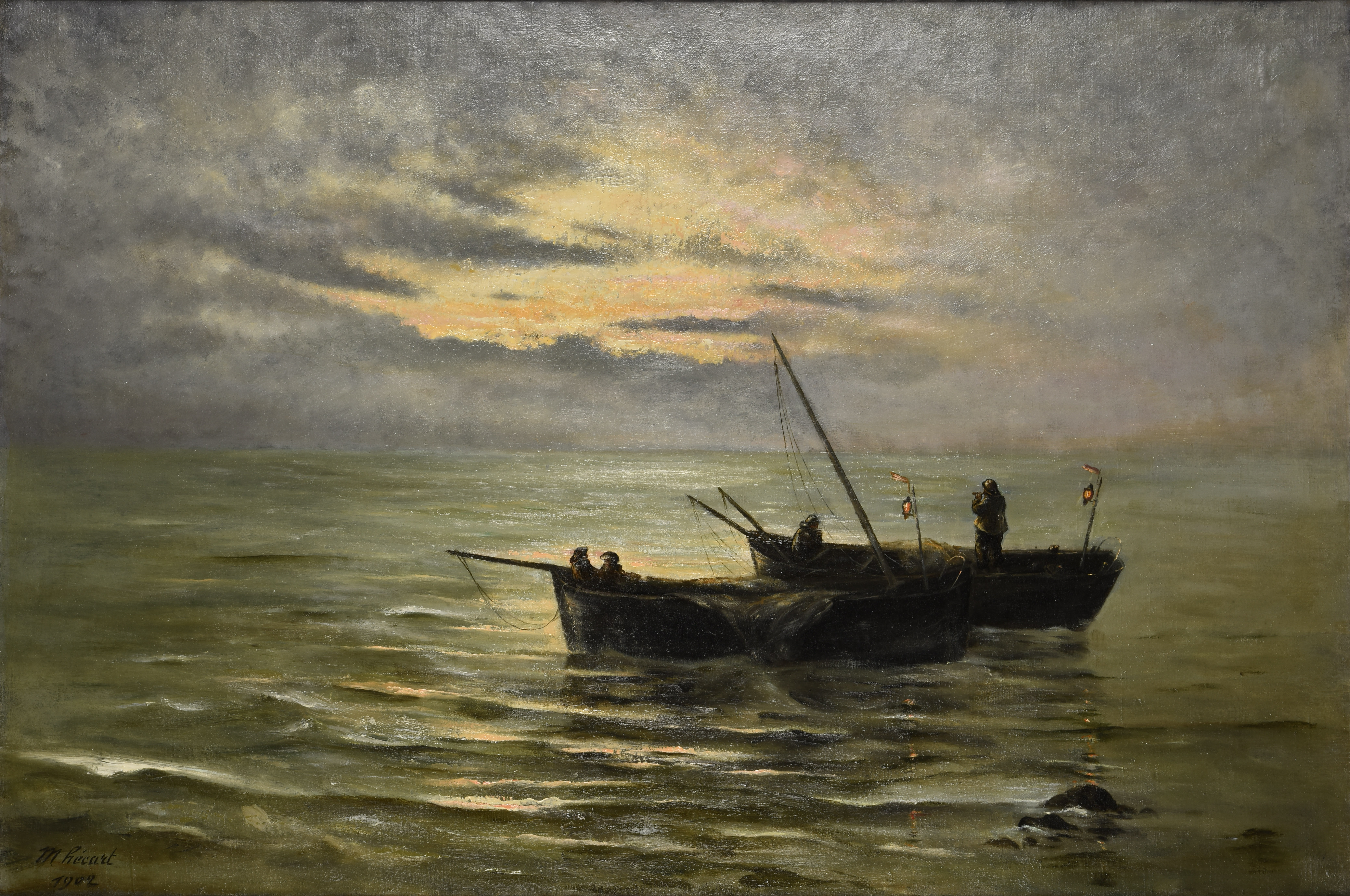
Tableau de sa fille Léonie-Marie Hécart[6].
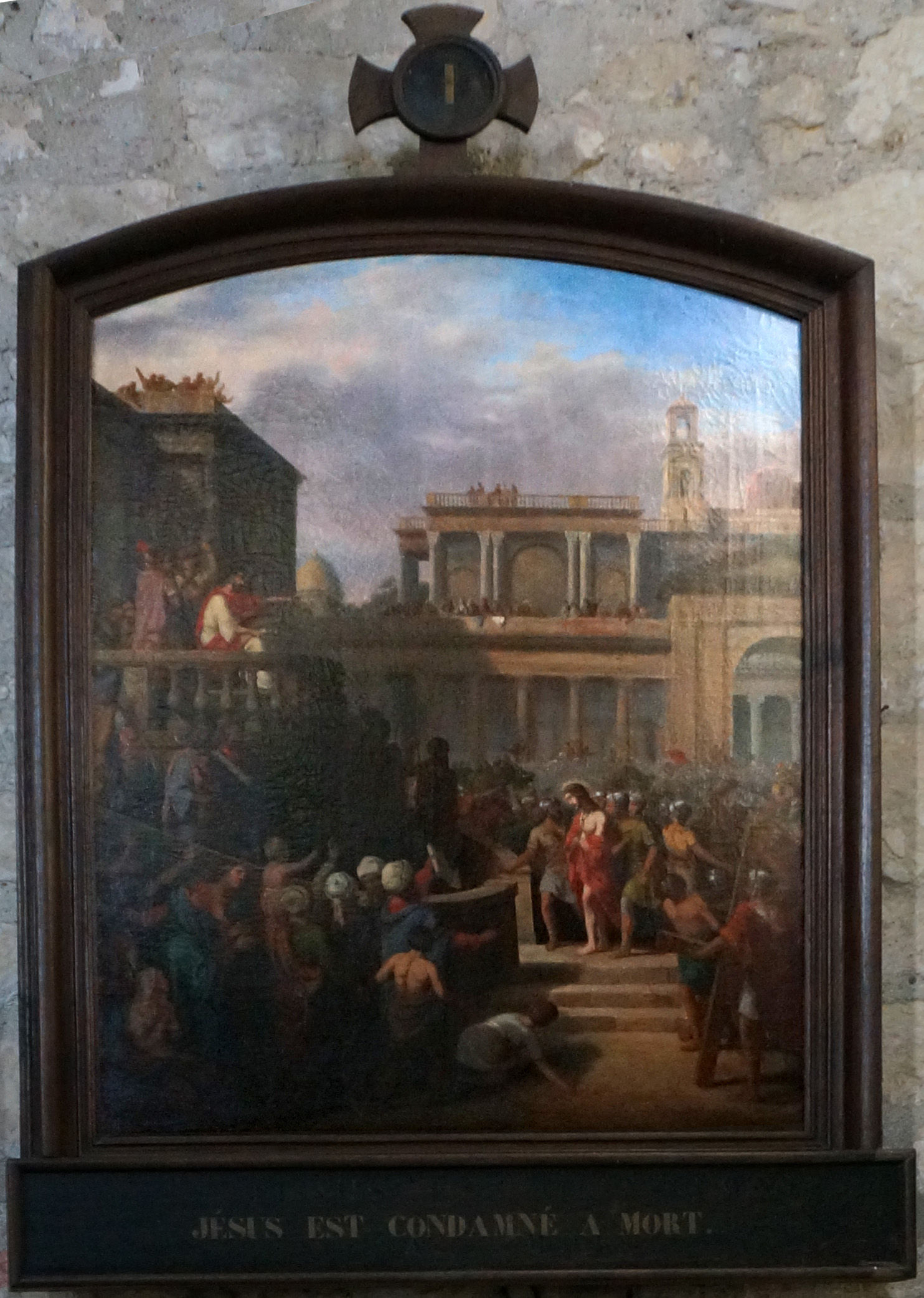
Chemin de croix.